# 339
339 је била проста година.

## Догађаји
- Цар Констанције II жури на своју територију на истоку, где обновљено Персијско царство под краљем Шапуром II напада Месопотамију. Током наредних 11 година, две силе воде рат на границама, без правог победника.
- Папа Јулије I даје уточиште у Риму александријском патријарху Атанасију, који је свргнут и протеран током Првог сабора у Тиру (видети 335).
- Јевсевије Никомедијски је постављен за цариградског епископа, док је други аријанац наследио Атанасија на месту епископа Александрије, под именом Григорије.